# Schrader (Adelsgeschlecht, 1708)

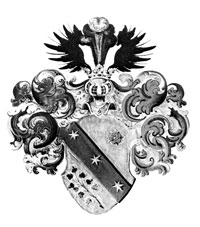
Stammwappen derer von Schrader

Schrader ist der Name eines briefadeligen Geschlechts, das hauptsächlich im heutigen Niedersachsen, aber auch in Schleswig-Holstein ansässig war.

## Geschichte der Familie
Mit Diplom vom 19. Mai 1708 wurden Christoph Schrader (1641–1713), kurbraunschweig-lüneburgischer Hofrat und bevollmächtigter Gesandter beim Immerwährenden Reichstag in Regensburg, und sein Bruder Kilian Schrader (1650–1721), kurbraunschweig-lüneburgischer Hofrat in Celle, in den Reichsadelstand erhoben. Diese Erhebung in den Adelsstand wurde in Hannover am 19. April 1709 amtlich bekannt gemacht. Die Brüder waren Söhne von Christoph Schrader (1601–1680 Helmstedt), Professor der Rhetorik an der Universität Helmstedt.
Der Gesandte Christoph von Schrader war seit 1680 in zweiter Ehe verheiratet mit Gesa Catharina Bruhn (* Sep.  1652). Das besagt der Text der heute seitlich, etwas abseits des Epitaphs liegenden Grabplatte der zweiten Ehefrau. Die Inschrift der Grabplatte ist zwar heute nicht mehr lesbar, aber als Abschrift erhalten. Die zweite Ehefrau war 1702 während der Abwesenheit ihres Mannes in Regensburg verstorben, wo ihr Ehemann seit 1689 als Gesandter für Braunschweig Lüneburg-Celle und Wolfenbüttel und für Mecklenburg-Strelitz und andere als Legationsrat tätig war. Die verstorbene zweite Ehefrau wurde auf dem Gesandtenfriedhof in einer heute abseits des erst später für ihren Ehemann errichteten Epitaphs liegenden Gruft begraben. Die erhaltene Abschrift der Inschrift der Grabplatte besagt, dass aus dieser Ehe vier Kinder hervorgingen, deren Namen aber nicht genannt sind.

## Geschichte als Gesandter
Als Gesandter war Schrader zunächst in Regensburg tätig, musste die Stadt aber ohne seine Familie 1713 verlassen zusammen mit allen anderen Reichstagsgesandten, als sich in Regensburg die Pest auszubreiten begann. Ziel der flüchtenden Gesandten war Augsburg, wo man den Reichstag weiterhin betreiben wollte. Christoph von Schrader verstarb jedoch noch bevor Augsburg erreicht wurde, am 2. September 1713 an einem Schlaganfall in der Nähe des Dorfes Weithof. Sein Leichnam gelangte auf unbekannte Art und Weise, wahrscheinlich mit Hilfe seiner Kinder und mit Hilfe von Mitgliedern der Gemeinde, bei denen sich in der Epitaph-Inschrift bedankt wird, zurück nach Regensburg, obwohl die Stadt wegen der Pest von bayerischen Reitern hermetisch abgesperrt worden war. Schrader wurde in der bereits bestehenden Gruft seiner zweiten Ehefrau, seitlich entfernt vom später erbauten Epitaph, auf dem Gesandtenfriedhof begraben. Das Epitaph als Denkmal wurde, veranlasst von den Kindern, erst später errichtet. Diese nachträgliche Errichtung des Epitaphs für Schrader bot sich für die hinterbliebenen Kinder an, weil vor Ort auf die ursprünglich dort geplante Errichtung eines Epitaphs für den schwedischen Gesandten Justus Heinrich von Storren von dessen Familie verzichtet wurde. Die Familie Storren beschränkte sich auf eine Grabplatte als Denkmal nahe dem Ort für das ursprünglich geplanten Epitaph. Der ursprüngliche Epitaph-Bauplatz der Familie Storren wurde dann von den Kindern der Familie Schrader übernommen zur Errichtung des Schrader-Epitaphs.
Der Schrader-Stamm blühte fort, erhielt 1747 in der Person des Regierungsrats Gottlieb Ludwig von Schrader (1695–1760) die Güter Meißendorf und Sunder im Lüneburgischen und wurde dem ritterschaftlichen Adel der lünebürgischen Landschaft inkorporiert.
Herzog Georg Wilhelm hatte Kilian Schrader schon am 10. September 1697 mit dem adeligen freien Gut Culpin (Kulpin) mit Göldenitz belehnt. 1728 erbte sein Sohn Christian Otto von Schrader Culpin, das bis zum Anfang des 20. Jahrhunderts im Besitz der Familie blieb. So war die Familie auch Teil der Ritter- und Landschaft im Herzogtum Sachsen-Lauenburg. Weitere Güter, die die Familie im Lauenburgischen erwarb, waren Rondeshagen (1832), Kastorf und Bliestorf (1832) sowie Grienau (Grinau).

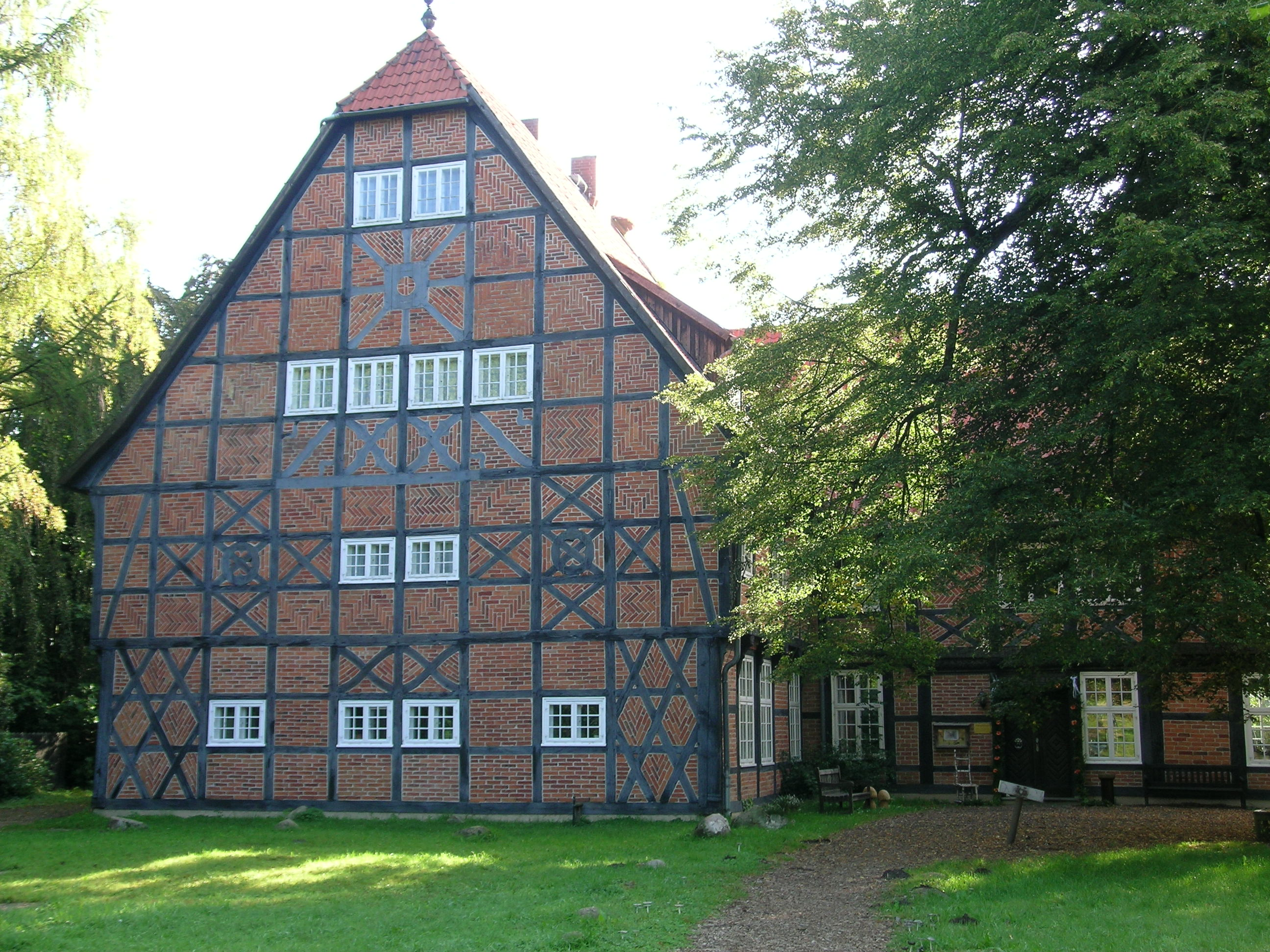
Sunder
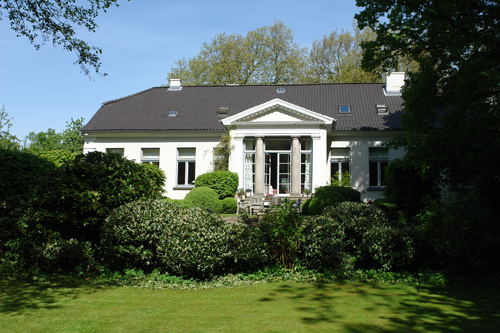
Kastorf
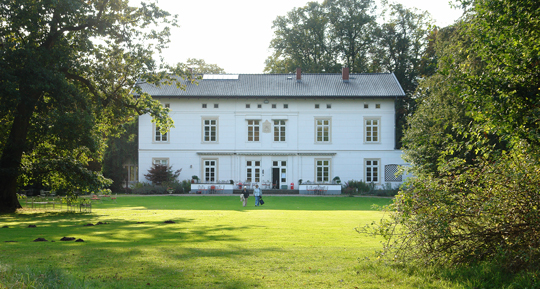
Bliestorf

## Wappen

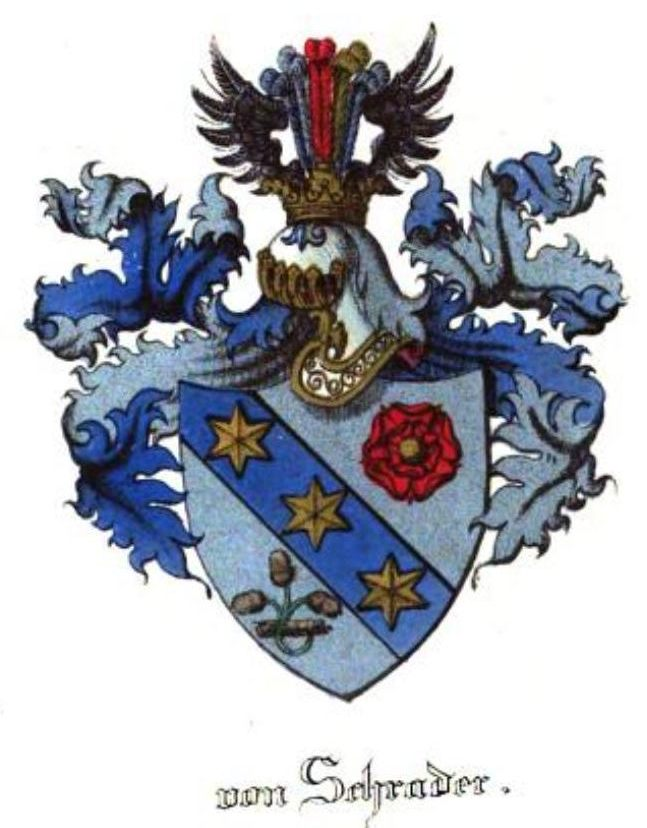
Wappen derer von Schrader (nach Grote 1852)

Das Stammwappen zeigt in Silber einen schrägrechtern, blauen Balken, der mit drei untereinander stehenden, sechsstrahligen, goldenen Sternen belegt ist und oben von einer roten, golden besamten Rose, unten aber von einem querliegenden Ast beseitet wird, aus dem unten und links ein Zweig mit drei Eicheln emporwächst.

## Namensträger
- Christoph von Schrader (1641–1713), Hofrat und Gesandter am Reichstag in Regensburg[1]
- Kilian von Schrader (1650–1721), kurbraunschweig-lüneburgischer Hofrat
- dessen Sohn Christian Otto von Schrader
- Gottlieb Ludwig von Schrader (1695–1760)
- Detlev Barthold von Schrader (1738–1830) auf Kulpin, Drost, Landdrost, Oberhauptmann
- Carl Ernst Adolph Burchard von Schrader (1770–1833) auf Kulpin, Drost, Landdrost, Oberhauptmann
- Ernst Barthold von Schrader (1800–1872) auf Kulpin und Rondeshagen, Landrat und Parlamentarier
- August Louis Detlev von Schrader (1810–1859) auf Bliestorf, Landrat und Parlamentarier
- Werner Otto Karl von Schrader (1840–1922), Richter und Parlamentarier
- Karl Ernst Adolf Freiherr von Schrader (1848–1896), Rittergutsbesitzer und Hofbeamter
- Otto von Schrader (1888–1945), Admiral

## Monumente
- Grabanlage bei Gut Sunder
- Gedenkstein an der Kirche St. Georg auf dem Berge
- Gedenktafel an der Maria-Magdalenen-Kirche in Berkenthin
- Epitaph auf dem Gesandtenfriedhof in Regensburg bei der Dreieinigkeitskirche. Die Inschrift des Epitaphs und die berufliche Laufbahn von Christoph von Schrader sind dokumentiert.[1]

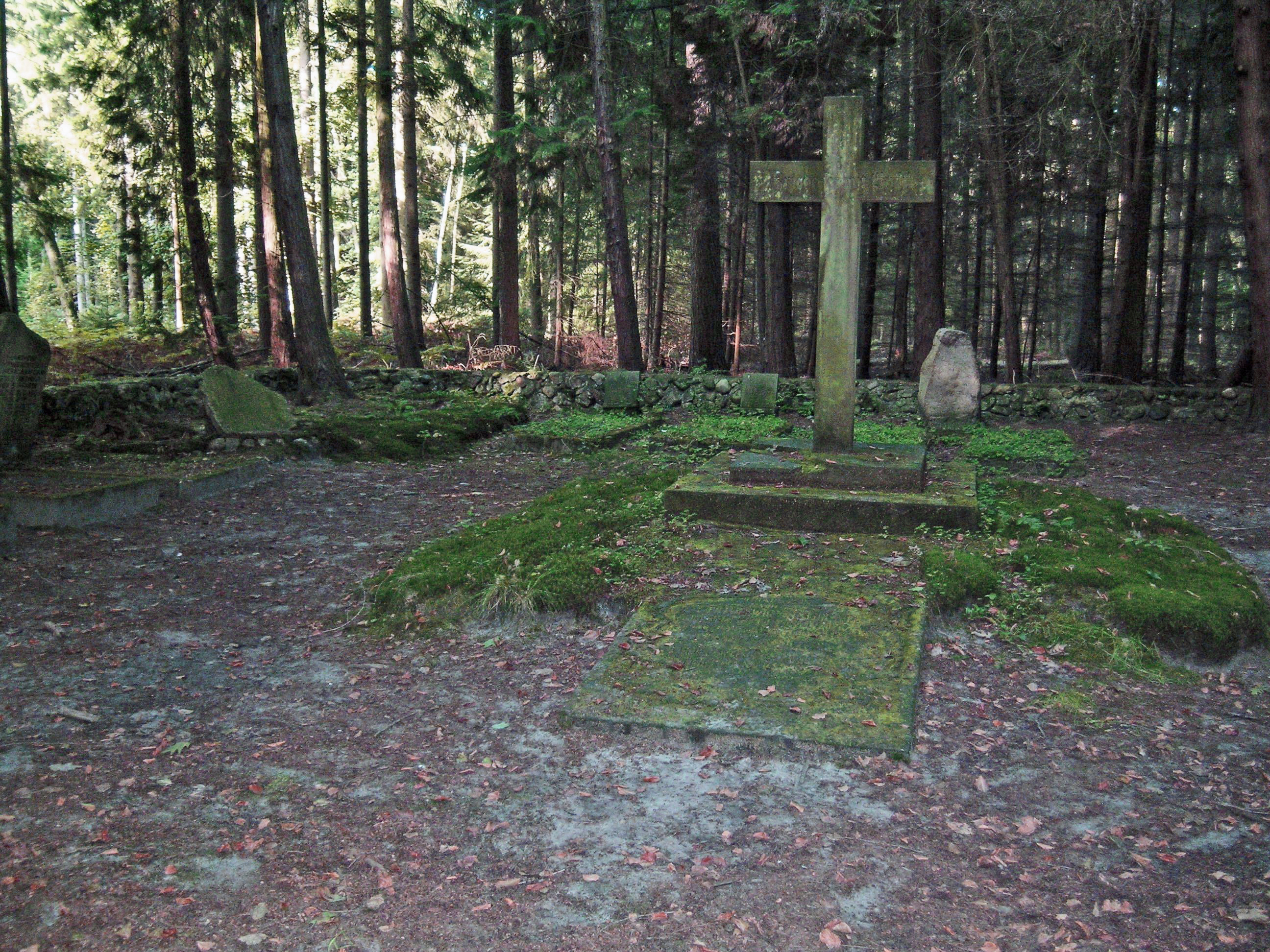
Grabanlage bei Gut Sunder
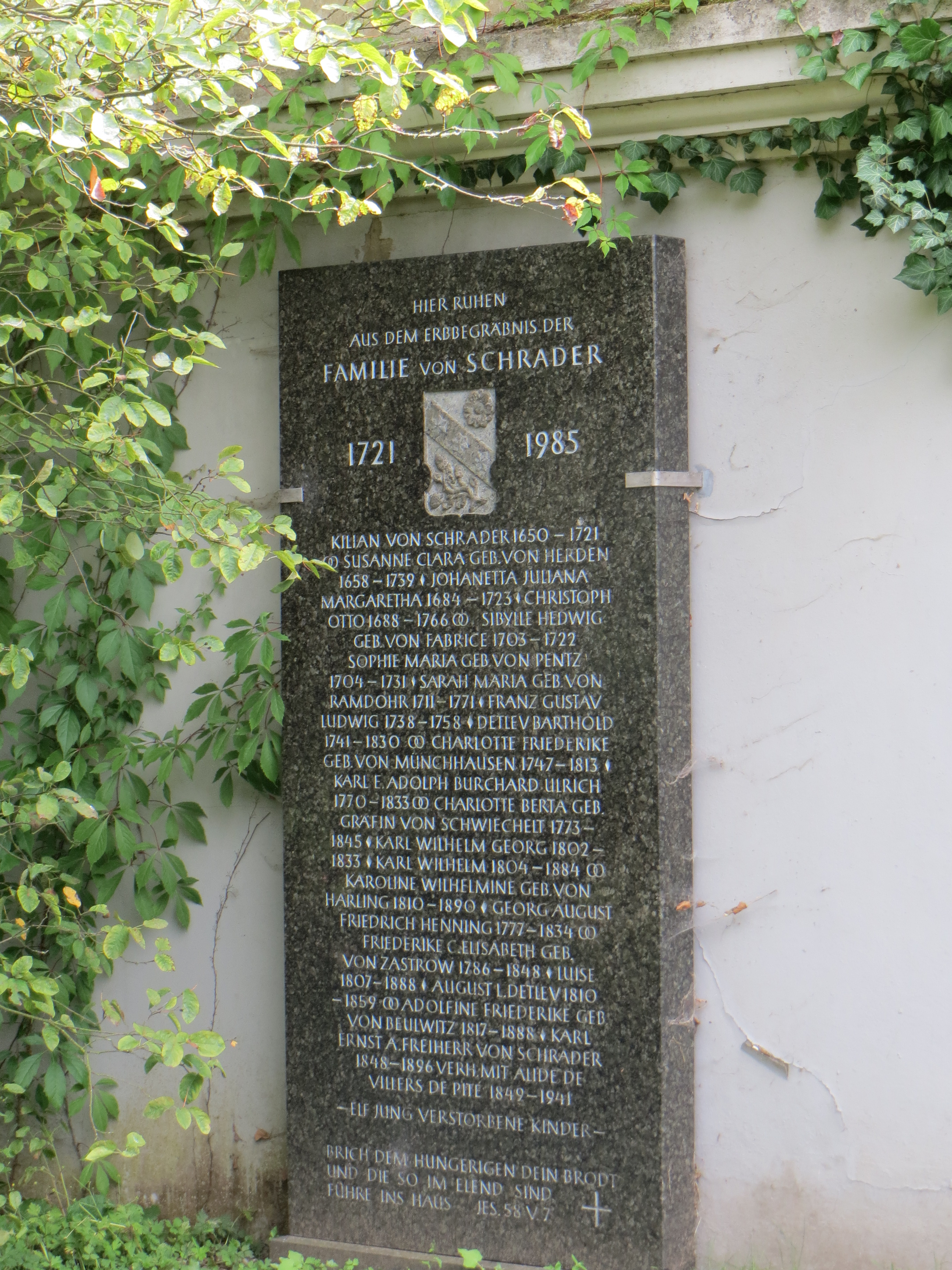
Gedenkstein an der Kirche St. Georg auf dem Berge
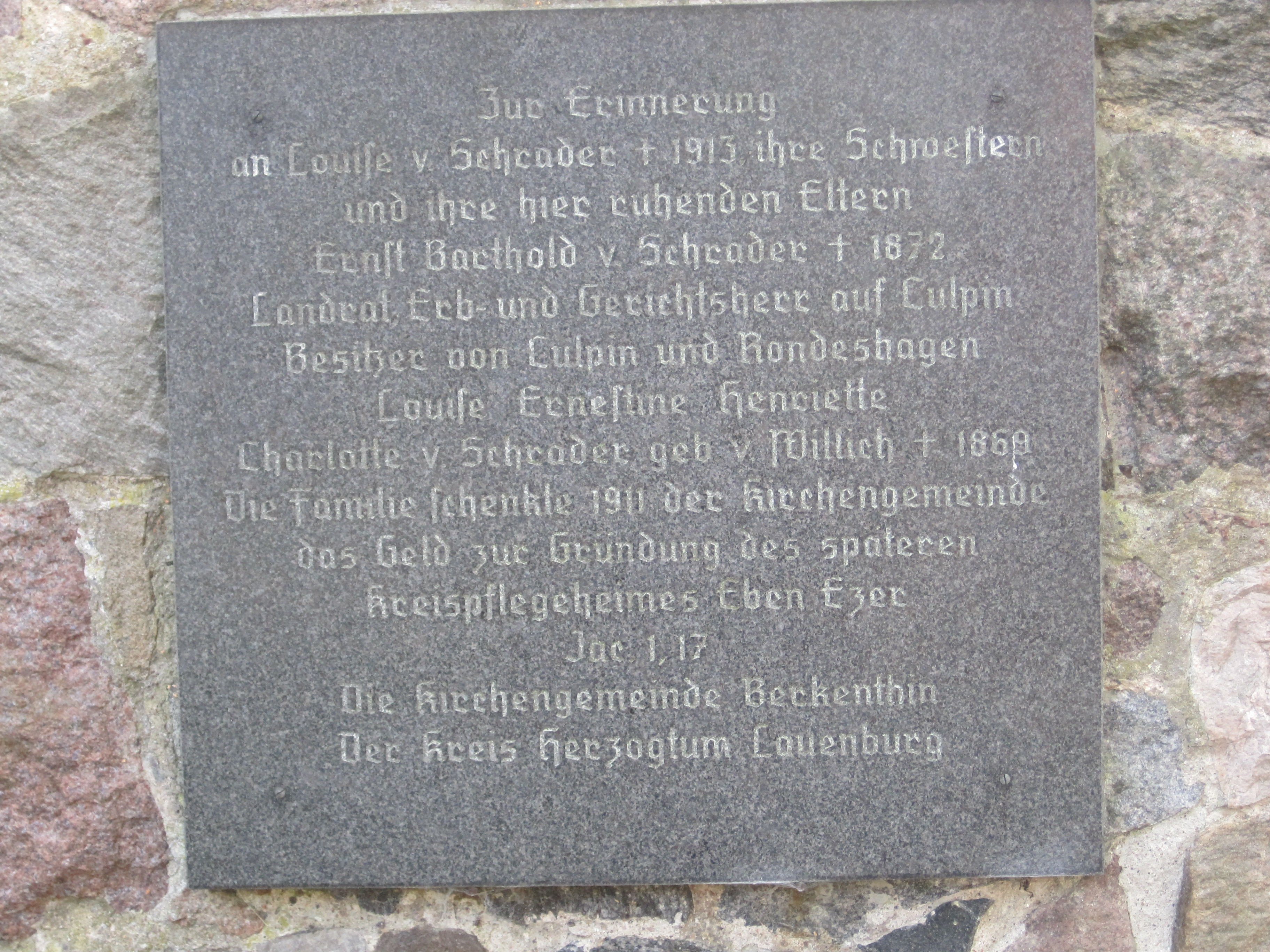
Gedenktafel an der Maria-Magdalenen-Kirche in Berkenthin
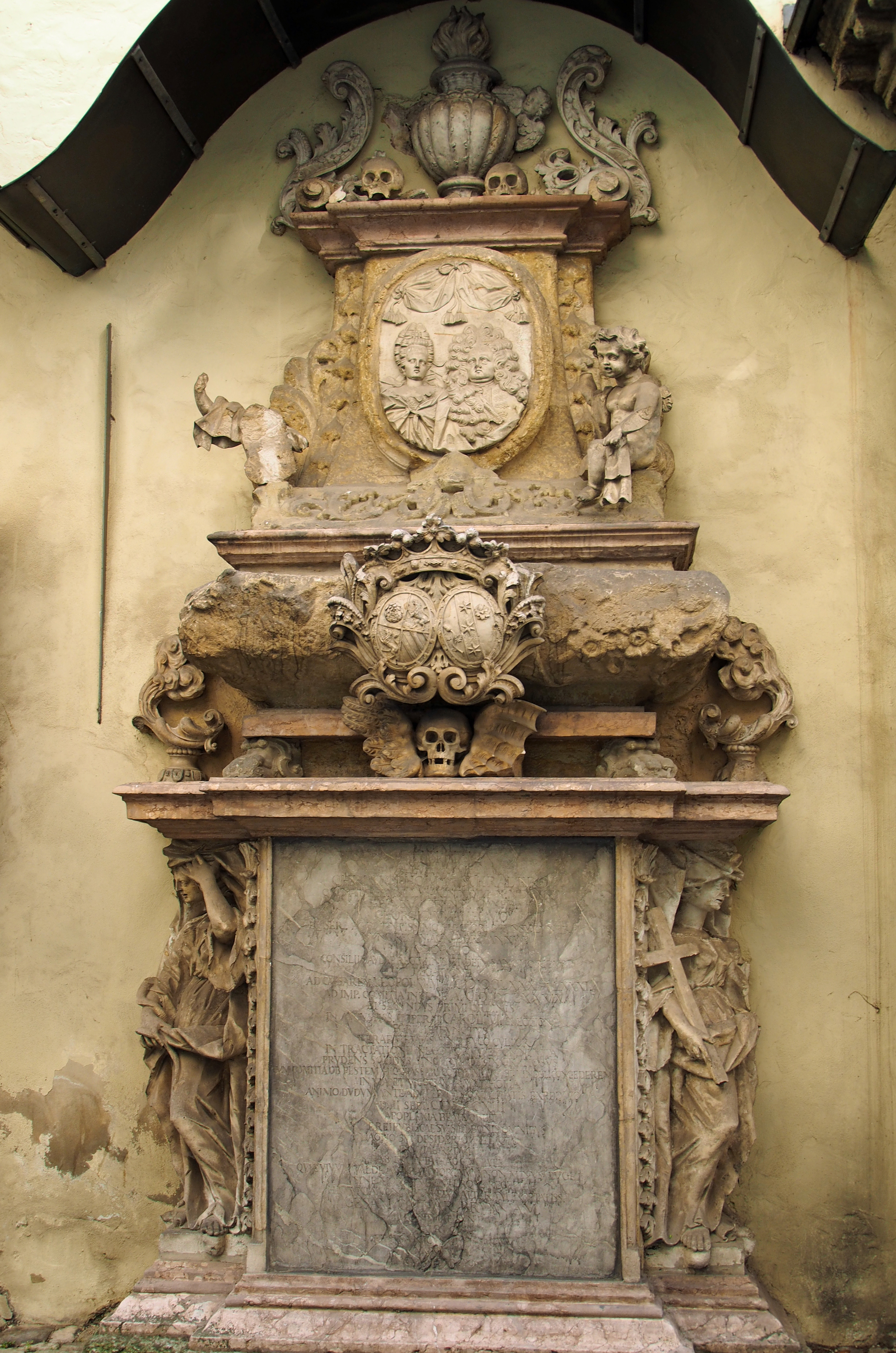
Epitaph Ehepaar Schrader Gesandtenfriedhof
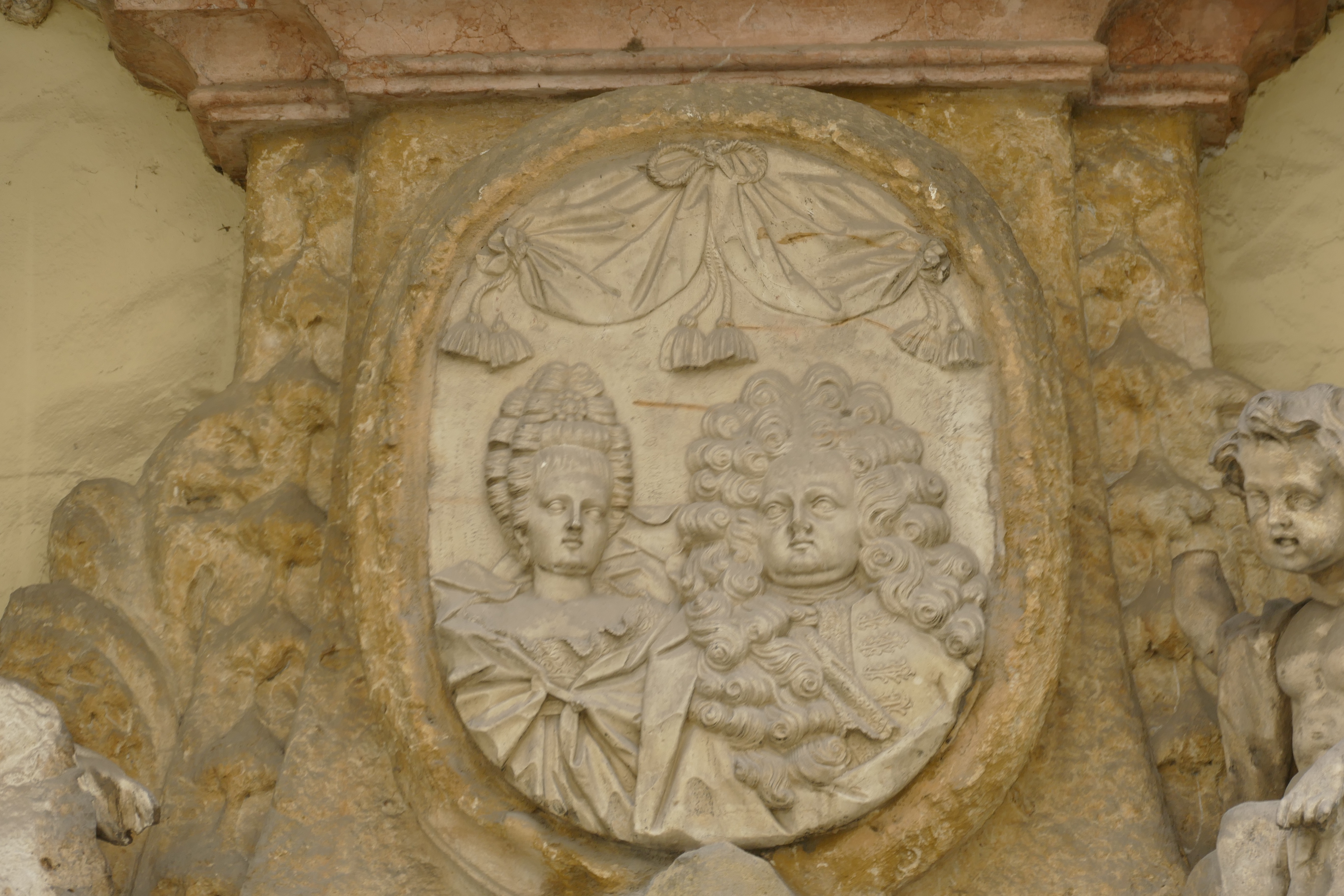
Medaillon Ehepaar Schrader Epitaph auf dem Gesandtenfriedhof in Regensburg